# تایلیس

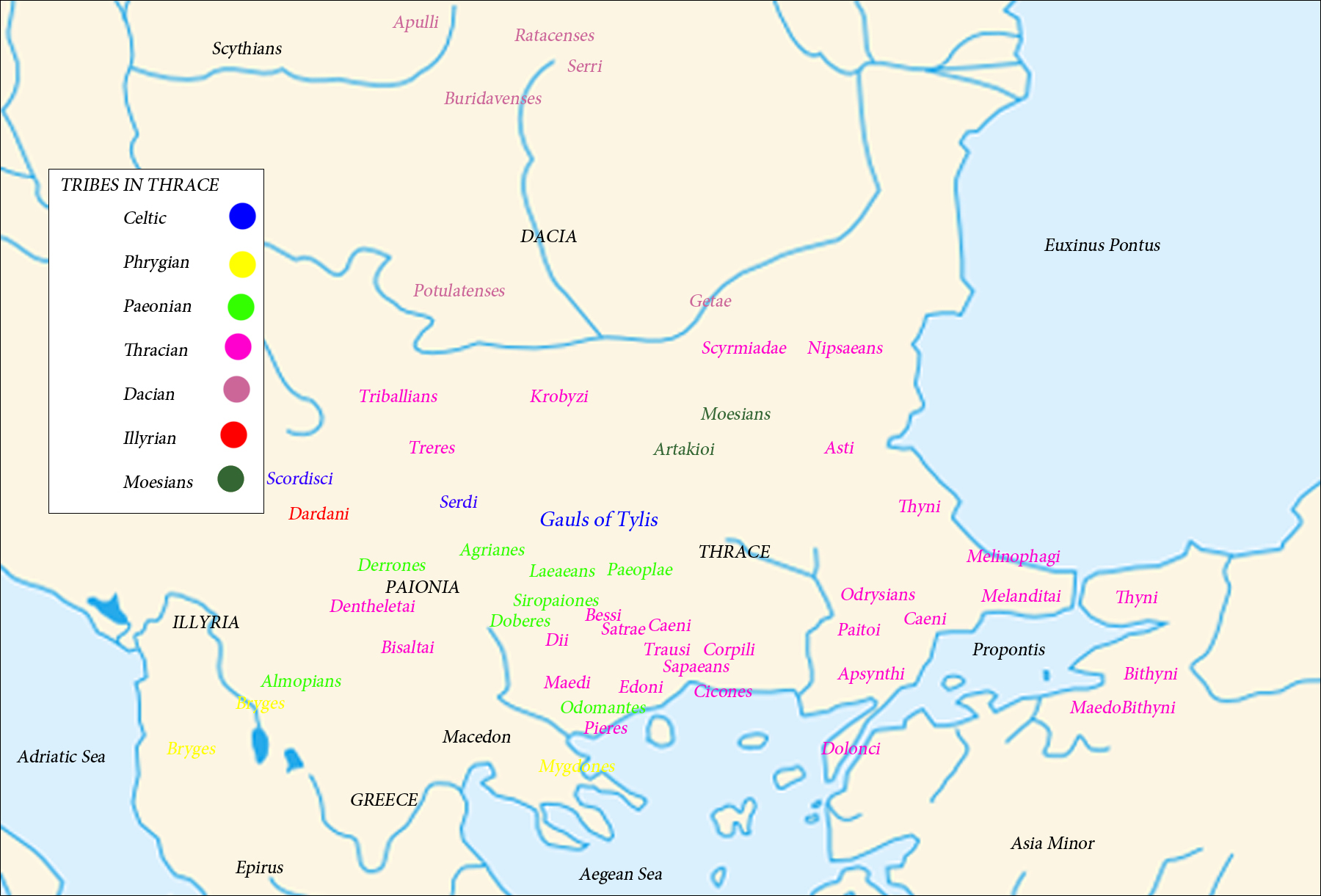
قبایل در تراکیه اقوام سلتی، از جمله گال‌های تایلیس، با برچسب آبی مشخص شده‌اند.

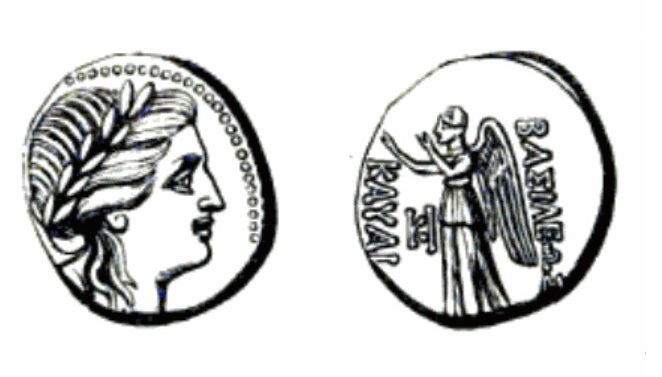
سکه مسی کاواروس، آخرین پادشاه تایلیس

تایلیس (به یونانی: Τύλις) یا تایل پایتخت یک ایالت کوتاه مدت بالکان بود که توسط پولیبیوس در کتابش به نام تاریخ ذکر شده‌است که توسط سلت‌ها به رهبری کومونتوریوس در قرن سوم قبل از میلاد تأسیس شد. پس از حمله سلت‌ها به تراکیه و یونان در سال ۲۷۹ قبل از میلاد، گالها در نبرد لیسیماکیا در سال ۲۷۷ قبل از میلاد توسط پادشاه مقدونی آنتیگونوس دوم گوناتاس شکست خوردند و پس از این نبرد سهمگین جهت خود را تغییر داده و به نواحی شرقی تراکیا روی آوردند و پادشاهی خود را در سرزمین تایلیس تأسیس کردند. این شهر در نزدیکی لبه شرقی کوه‌های هائموس (بالکان) در منطقه شرقی بلغارستان فعلی قرار داشت. برخی از گروه‌های سلت‌ها، یعنی تکتوساگ‌ها، تولیستوبوگی و تروکمی، در تراکیه باقی نماندند، اما به آسیای صغیر در نواحی نزدیک به مرکز آناتولی رفتند تا حکومت خود را تحت عنوان گالاتیان در آنجا تأسیس کنند. آخرین پادشاه تایلیس کاواروس بود که روابط خوبی با شهر بیزانس داشت. پایتخت او در سال ۲۱۲ قبل از میلاد توسط سایر قبایل تراکی ویران شد و این رویداد پایان پادشاهی او و مردمش بود. روستای مدرن بلغاری تولوو در استان استارا زاگورا اکنون در این مکان واقع شده‌است.

## افتخارات
تایل ریج در جزیره گرینویچ در جزایر شتلند جنوبی، قطب جنوب به افتخار این قلمرو باستانی، تایلیس نامگذاری شده‌است.

## اطلاعات بیشتر
لیودمیل واگالینسکی, ed. (2010). در جستجوی سلتیک تایلیس در تراکیه قرن سوم قبل از میلاد. موسسه و موزه ملی باستان‌شناسی سوفیا.